# Pierre Barthélémy de Nogaret
 (novembre 2017).
Pour les articles homonymes, voir Nogaret (homonymie).
Pierre Barthélémy Joseph, baron de Nogaret (29 juin 1762 - Marvejols † 31 août 1841 - Saint-Laurent-d'Olt) est un homme politique français et haut fonctionnaire de la Révolution française et du XIXe siècle.

## Biographie
D'abord destiné à l'état militaire, il fit néanmoins son droit, fut reçu licencié ès-lois et fut admis avocat au barreau dans la vue de succéder à son père, qui avait une charge de conseiller à la cour des aides de Montpellier.
Mais la Révolution française étant survenue, M. Nogaret en adopta les principes avec modération et devint membre du directoire du département de l'Aveyron, où il siégea sous la présidence de M. de Bonald, et suppléant du procureur général syndic du même département, où résidait habituellement sa famille (1790).
Il était devenu procureur-syndic lorsque ses concitoyens l'élurent le 8 septembre 1791 député à la Législative, le 4e sur 9, par 248 voix (411 votants). Il y vota avec le parti modéré, fut membre du comité colonial. Il protesta contre l'ingérence des tribunes dans les délibérations de l'assemblée ; il parla aussi sur les questions d'ordre judiciaire. Sa modération le fit arrêter par la commune de Saint-Ouen le 10 août 1792, mais il fut aussitôt remis en liberté
La session terminée, il revint dans son département et reprit ses fonctions d'administrateur en devenant président de l'administration du district de Sévérac en 1792. Il éprouva dans son pays les persécutions que devaient naturellement lui attirer les opinions qu'il avait manifestée, et fut arrêté par ordre des représentants en mission ; il se tint alors à l'écart des affaires publiques.
Lors de l'établissement du régime directorial, il devient président de l'administration municipale de son canton (an IV), puis membre de l'administration centrale de l'Aveyron en l'an VI.
Cette même année, le 24 germinal an VI (1798), il fut élu, par 154 voix (196 votants), député de ce département au Conseil des Cinq-Cents : il s'y fit peu remarquer et adhéra au coup d'État du 18 brumaire.
Pourtant, après le 18 brumaire an VIII, il fut éliminé du nouveau Corps législatif, mais obtint, par la protection du consul Cambacérès, la préfecture de l'Hérault le 11 ventôse an VIII. Il administra ce département pendant quatorze ans.
Il fut, dans ce laps de temps, admis comme membre de la Société Libre des Sciences et Belles Lettres de Montpellier en 1800,  créé baron de l'Empire le 13 août 1809 (lettres patentes du 14 février 1810 et dotation de 4 000 francs au Hanovre, titre confirmé sous la Restauration) et fut reçu commandant de la Légion d'honneur, le 26 prairial an XII.
Pendant la durée de ses fonctions, il fut présenté trois fois comme candidat pour le Sénat conservateur : deux fois par le département de l'Aveyron, et une fois par celui de la Lozère, sans pouvoir y être admis.

II fut, sur sa demande, destitué en janvier 1814. À cette époque le Comte de Montalivet, ministre de l'Intérieur, lui écrivait : 

« Sa Majesté, en vous donnant un successeur, a cédé au vœu qu'elle a su que vous aviez émis ; elle a dit avec bonté qu'elle était satisfaite de vos services, elle a montré des regrets de ce que vous croyez ne pas pouvoir les continuer ; elle n'a point ignoré que dans les circonstances où nous sommes, vous aviez renoncé à tout projet de retraite, et que vous aviez préféré vous dévouer ; mais elle n'a pas voulu qu'il en fut ainsi. Je suis autorisé à penser que vous recevrez incessamment des marques de contentement de l'empereur, etc., etc. »

Effectivement, M. Nogaret fut nommé, très peu de temps après, maître des requêtes au Conseil d'État, où il resta jusqu'à la Restauration française.
Il quitta la vie publique à la seconde Restauration et brigua sans succès les suffrages des électeurs de l'Aveyron.
Le 28 avril 1828, il se présenta dans le 3e arrondissement électoral de l'Aveyron (Millau), en remplacement de M. Verchette, démissionnaire, et fut élu par 130 voix (200 votants, 235 inscrits) contre 64 à M. Clausel de Coussergues, ultra.
Constamment réélu depuis lors, il siégeait sous la Restauration avec l'opposition libérale. On le trouve, au début de la monarchie de Juillet dans la majorité ministérielle, mais se rapproche bientôt du groupe de l'opposition dynastique et repoussa les lois de septembre, de disjonction et de dotation.
Il est élu président du Conseil général de l'Aveyron en 1832.
Il présida, à l'ouverture des sessions, la Chambre des députés comme doyen d'âge à partir 1837, et mourut en 1841. Il remplacé le 21 septembre suivant par M. Pons.

### Vie familiale
Unique fils de Barthélémy Robert de Nogaret (13 octobre 1727 - Saint-Laurent-d'Olt † 20 avril 1789 - Saint-Laurent-d'Olt), Conseiller maître en la cour des aides de Montpellier, maire de Saint-Laurent-d'Olt pendant la Révolution, et de Victoire d'Eimar de Jabrun (4 octobre 1741 - Marvejols † 16 mars 1836 - Marvejols).
Pierre Barthélémy Joseph épouse le 8 août 1808 (Montpellier) Marie Julie Boudon de La Roquette (8 décembre 1789 - Monbaron, Pechbonnieu (Haute-Garonne) † 17 mai 1842 - Saint-Laurent-d'Olt), fille d'un magistrat. Les témoins sont Gabriel Cavallier, magistrat et Charles Louis Joseph de Gau, marquis de Frégeville. Ils eurent :
- Antoine Victor Barthélémy Jules (21 juillet 1812 - Montpellier † 16 avril 1852 - Paris), 2e baron de Nogaret (1841), avocat ;
- Marie Arsène Émilie Pauline (née le 14 août 1814 - Saint-Laurent-d'Olt), mariée le 7 octobre 1834 (Saint Laurent d'Olt) avec Denis de Nogaret (16 brumaire an X : 7 novembre 1801) - La Canourgue † 23 septembre 1851 - la Canourgue), juge de paix à la Canourgue, puis à Marvejols, dont postérité ;
- Amandine (1er novembre 1817 - Saint Laurent d'Olt † novembre 1842 - Saint Laurent d'Olt), mariée avec Fortuné de Nogaret (19 germinal an VII (8 avril 1799) - la Canourgue † 24 mars 1839), capitaine de cavalerie ;
- Gabriel Barthélémy Jules Émilien (15 octobre 1824 - Saint Laurent d'Olt † 19 avril 1886 - Saint Laurent d'Olt), 3e baron de Nogaret (1852), marié en septembre 1855 (Onet-le-Château) avec Virginie Affre de Saint-Rome (1830 † 1865), dont :
  - Fanny (23 février 1857 † 1942), mariée le 5 février 1880 avec Denis Affre de Saint-Rome, comte romain (1852 † 1905), dont postérité ;
  - Barthélémy Denis Henri (2 septembre 1858 - Rodez † 15 août 1934 - Saint Laurent d'Olt), 4e baron de Nogaret (1886), marié avec Mlle de Baudinet de Courcelles, dont :
    - Barthélemy Robert Charles Guillaume (14 janvier 1892 - Cannes † 26 novembre 1959 - Mexico), 5e baron de Nogaret (1934), marié avec Mlle de Quengo de Tonquédec, dont :
      - Alain (né le 27 août 1937 - Carantec), 6e baron de Nogaret (1959) ;
      - Guillaume ;
      - Éliane (née le 5 janvier 1940 - Morlaix) ;

    - Angèle Marie Fanny (7 février 1895 - Cannes † 4 septembre 1963), mariée, dont postérité ;
    - Henry (6 mai 1896 - Saint Laurent d'Olt † Mort pour la France le 13 avril 1917 - entre Paissy et Vassogne) ;
    - Gabrielle (née le 8 août 1898 - Puichemeynade, Onet-le-Château) ;
    - Marguerite (née le 8 août 1901 - Puichemeynade, Onet-le-Château) ;

  - Armandine (27 février 1861 - Rodez † 24 novembre 1865, inhumée le 27 novembre 1865 à Saint Laurent d'Olt ;
  - Angèle (16 janvier 1862 - Rodez † 5 avril 1880 - Rodez) ;
- Élisa (15 janvier 1826 - Saint-Laurent-d'Olt † 25 août 1907 - Saint-Laurent-d'Olt).

La famille du baron Pierre Barthélémy de Nogaret compte parmi les familles subsistantes de la noblesse d'Empire.

## Fonctions
- Membre du directoire du département de l'Aveyron ;
- Suppléant du procureur général syndic de l'Aveyron (1790) ;
- Procureur-syndic ;
- Député à la Législative (8 septembre 1791) ;
- Président de l'administration du district de Sévérac (1792) ;
- Président de l'administration municipale de canton (an IV) ;
- Membre de l'administration centrale de l'Aveyron (an VI) ;
- Député au Conseil des Cinq-Cents (24 germinal an VI : 1798) ;
- Préfet de l'Hérault (11 ventôse an VIII -janvier 1814) ;
- Maître des requêtes au Conseil d'État ;
- Député de l'Aveyron (28 avril 1828 - 1841) ;
- Président du Conseil général de l'Aveyron (1832).

## Titres
- 1er Baron de Nogaret et de l'Empire (13 août 1809, avec lettres patentes du 14 février 1810 et dotation de 4 000 francs au Hanovre ;
- Confirmé baron héréditaire par ordonnance royale du 1er février 1817.

## Distinctions
- Légion d'honneur :
  - Commandant de la Légion d'honneur (26 prairial an XII).

## Armoiries
« Écartelé: au 1, d'azur, à un croissant d'argent, surmonté de deux étoiles du même posées en fasce ; au 2 du quartier des Barons Préfets ; au 3, d'or, à un noyer de sinople, terrassé du même; au 4, d'azur, à une foi d'argent, posée en bande. »

## Hommage, Honneurs, Mentions
- Membre de la Société Libre des Sciences et Belles Lettres de Montpellier en 1800.